# برونو لئونی
برونو لئونی (به ایتالیایی: Bruno Leoni)؛ (زاده ۲۶ آوریل ۱۹۱۳ – درگذشته ۲۱ نوامبر ۱۹۶۷) فیلسوف و وکیل سیاسی کلاسیک-لیبرال ایتالیایی بود. برای مدتی جنگ لئونی را از تدریس دور نگه داشت، او در سال ۱۹۴۵ استاد تمام فلسفه حقوق شد، و از سال ۱۹۴۸ تا ۱۹۶۰ به ریاست دپارتمان علوم سیاسی دانشگاه پاویا منصوب شد.

## زندگی
لئونی در جنگ جهانی دوم به‌عنوان یک نظامی در نیروی ویژه ارتش جنگید، نیرویی که پس از سال ۱۹۴۳ اسیران جنگی را در ایتالیا نجات داد.
او مؤسس و سردبیر مجله علوم سیاسی ایل پولیتیکو (Il Politico) بود. همچنین به‌عنوان منشی و بعداً رئیس انجمن اقتصادی مون پلرن مشغول به کار بود.
لئونی به دنبال ریچارد پوسنر، یکی از پدران دانشکده حقوق و اقتصاد بوده‌است. او در سال ۱۹۶۷، نابه‌هنگام (در سن ۵۴ سالگی) در آلپیگنانو، و در شرایطی غم‌انگیز توسط اسوالدو کوئرو کشته شد.
در سال ۲۰۰۳، محققین آزادی‌خواه ایتالیایی کارلو لوتیری، آلبرتو مینگاردی و کارلو استاگنارو، مؤسسه برونو لئونی را که یک اتاق فکر بازار آزاد است را تأسیس کردند.

## حرفه
برونو لئونی پیرو مکتب اتریش بود و بینش اصلی این مکتب را در قانون به‌کار گرفت. به گفته لئونی، همان‌طور که یک برنامه‌ریز فاقد اطلاعاتی است که در یک بازار وجود دارد، قانون‌گذار نیز فاقد اطلاعاتی است که در رویه قضایی به‌دست می‌آید.
اندیشه لئونی هم بر حقوق و اقتصاد، و هم بر آزادی‌گرایی معاصر تأثیر داشت. از نظر او، آزادی شامل دور نگه داشتن زندگی و منابع مردم از حوزه سیاسی است؛ بنابراین، قانون باید به جای تسهیل گرایش به سمت سیاسی‌شدن کامل زندگی انسان، آن را پالایش کند.
لئونی معتقد است که در درازمدت، سیستمی که بر قانون‌گذاری متمرکز باشد، اساساً با حفظ یک جامعه آزاد ناسازگار است. تا حدی، این رویه موجباتی را که قانون برای رانت‌جویان و سایر احزاب که به دنبال سرکوب یا غارت در فرایند سیاسی هستند، فراهم می‌کند. و نیز به بی‌ثباتی فرایند قانون‌گذاری و پیش‌بینی‌پذیری نسبی فرآیندهایی که به قانون عمومی مربوط می‌شوند، منجر می‌شود.
لئونی در مهم‌ترین اثر خود، "آزادی و قانون" این نکته را بیان می‌کند که برای این‌که بازار آزاد به‌طور مؤثر عمل کند، لازم است بخش خصوصی چارچوب قانونی ثابتی داشته باشد، که در آن برنامه‌ریزی وجود داشته باشد و مطمئن باشند که برنامه‌هایشان به نتیجه خواهد رسید. برای رهایی افراد از ظلم، لازم است که دولت قوانین خود را از قبل اعلام کند تا افراد اطلاع داشته باشند که محدوده مجاز آزادی آن‌ها چقدر است (که اغلب، هرچند به‌طور نادقیق، از آن به‌عنوان "حکومت قانون" یاد می‌شود).
اندیشه لئونی تأثیر شدیدی بر متفکران مهمی مانند جیمز بیوکننن، فردریش فون هایک، موری راتبارد و گوردون تالک داشت.